# Crise de Zagreb
La Crise de Zagreb (en croate Zagrebačka kriza) est le nom donné aux événements qui suivirent les élections de l’assemblée de la ville de Zagreb (Croatie), le 29 octobre 1995.

## Contexte
La crise de Zagreb a pour origine l’affrontement au sein du parti alors au pouvoir en Croatie, l’Union démocratique croate (HDZ). En 1993, Josip Manolić, ancien premier ministre et leader de la branche modérée du parti, a peu à peu perdu les faveurs du président Franjo Tuđman qui lui préfère les extrémistes menés par le ministre de la défense Gojko Šušak.
Au printemps 1994, alors qu’il était sur le point de perdre sa place de président de la Chambre des comitats, Manolić, ainsi que le président de la Chambre des représentants, Stipe Mesić organisèrent la défection du HDZ d’un grand nombre de parlementaires en faveur d’un nouveau parti, les Démocrates indépendants croate dans le but de faire perdre la majorité au parlement au président Tuđman. L’action échoua au niveau national, mais dans nombre d’assemblées régionales, les défections du HDZ permirent à l’opposition de gagner la majorité. C’était le cas de l’assemblée du comitat de Zagreb.

## Le début de la crise
Pour Tuđman, cela représentait un danger qu’il devait combattre par tous les moyens. Il initia des réformes législatives pour rassembler les assemblées de la ville de Zagreb, et du comitat de Zagreb et appela à des élections pour la nouvelle assemblée élargie.
Les élections coïncidèrent avec l'élection parlementaire croate de 1995, et beaucoup pensaient que l’euphorie nationale à la suite de l’opération Tempête et des succès militaires croates dans la Guerre en Bosnie, ajouté a la propagande menée dans les médias nationaux donneraient à Tuđman une confortable victoire a l’assemblée.
Cependant, bien que le parti de Tuđman gagne dans les régions rurales de l’ancien comitat de Zagreb, les parties d’opposition qui formaient une même liste gagnèrent un succès spectaculaire dans les zones urbaines de Zagreb. Les milieux populaires notamment commencèrent à désapprouver le HDZ au profit du Parti communiste croate réformé et du Parti social-démocrate de Croatie. Le HDZ perdit les élections dans la nouvelle assemblée de la ville de Zagreb dont Zdravko Tomac devint le président.
La coalition élut un membre du Parti libéral social croate comme maire. À cette époque, la législation croate stipulait que le maire de Zagreb avait aussi le statut de préfet (župan), et devait donc être confirmé par l’assemblée croate, ce qui était vu comme une formalité, notamment car le président Tuđman avait déjà confirmé l’élection d’un préfet de l’opposition en Istrie à la suite de la défaite du HDZ en 1993.
Cependant dans ce cas Tuđman affirma qu’il n’accepterait pas une situation d’opposition dans la capitale croate et refusa de confirmer Goran Granić, le maire de l’opposition. Le parlement croate nomma un ancien membre de l’administration de la ville, Marina Matulović-Dropulić, pour gouverner la ville.
L’assemblée de la ville refusa de reconnaître Marina Matulović-Dropulić comme maire, mais ne put nommer le sien. Donc, pendant un an et demi, trois nouveaux candidats du HSLS furent élus maire, et aucun d’eux ne fut confirmé par le président Tuđman. La tentative de compromis de nommer Ante Ledić, un homme d'affaires lié au HDZ échoua également. Pendant ce temps Matulović-Dropulić continua de gérer la ville.
Cette situation fit penser à beaucoup que la démocratie en Croatie avait considérablement faibli depuis le début de la guerre, et que cette situation ne se réglerait pas, tant que le président Tuđman resterait au pouvoir. Celui-ci commença à accuser les membres de l’opposition d’être des ennemis de l’État et des agents étrangers.

## Radio 101
En novembre 1996, plus d’un an après les élections et alors que la crise de Zagreb perdurait, le gouvernement tenta de privatiser au profit de Ninoslav Pavićl, un magnat des médias connu pour être proche du régime et du HDZ, Radio 101, une radio populaire connue pour ses critiques de Tuđman. À la suite de cette annonce, une manifestation spontanée rassemblant 100 000 personnes se tint sur la place Jelačić. Si le but était de défendre une radio populaire, c’était aussi une protestation contre la politique de Tuđman.

## Dénouement
Les élections pour la ville de Zagreb se tinrent à nouveau en avril 1997, mais cette fois l’opposition forma des listes différentes, ce qui permit au HDZ de gagner 24 des 50 sièges. Lorsque deux membres du Parti paysan croate (HSS) se désistèrent en échange de poste lucratif au gouvernement, le HDZ gagna finalement une majorité et élut Marina Matulović-Dropulić comme maire. Ceci officiellement mit fin à la crise de Zagreb.
Cependant, beaucoup refusèrent de porter crédit à cette nouvelle administration, et pour eux la crise de Zagreb continuait. En mai 2000, le HDZ perdit les élections nationales et le gouvernement de centre gauche d’Ivica Račan appela à de nouvelles élections à Zagreb. Milan Bandić fut élu maire.